# Braddock (Kornwalia)
Braddock lub Broadoak lub Bradoc – wieś i civil parish w Anglii, w Kornwalii. Leży 76 km na północny wschód od miasta Penzance i 335 km na zachód od Londynu. W 2011 civil parish liczyła 139 mieszkańców. Braddock jest wspomniana w Domesday Book (1086) jako Brodehoc.